# Lukácsháza
Lukácsháza község Vas vármegyében, a Kőszegi járásban.

## Fekvése
A Gyöngyös-sík északnyugati peremén, Szombathelytől 13 kilométerre északra, Kőszegtől 7 kilométerre délre, a Gyöngyös-patak mentén hosszan elnyúlva fekszik. Határa keleten sík, nyugaton dombos, itt található a község észak-déli fekvésű szőlőhegye is.

### Megközelítése
A községen annak főutcájaként átvezet, nagyjából dél-északi irányban a 87-es főút, így ez a legfontosabb közúti elérési útvonala. A környező települések közül Nemescsóval a 8641-es, Kőszegdoroszlóval és Bozsokkal a 8718-as, Gencsapátival pedig a 8721-es út köti össze; határszélét északon érinti még a 8636-os út is.
A hazai vasútvonalak közül a települést a Szombathely–Kőszeg-vasútvonal érinti, melynek két megállási pontja is van itt. Lukácsháza alsó megállóhely a község déli széle közelében helyezkedik el, a 87-es főút mellett, Lukácsháza megállóhely pedig a település északi felében, a 8641-es út vasúti keresztezésének északi oldalán.
A települést érintette volna az 1847-ben tervezett Sopron-Kőszeg-Szombathely-Rum-Zalaszentgrót-Nagykanizsa vasútvonal, melynek a településen két megállója is lett volna (Lukácsháza és Nagycsömöte).

## Története
A község területén már az i. e. 5000 körüli időben is éltek emberek, a Gyöngyös-patak völgyében a dunántúli vonaldíszes kerámia (kultúra) népének emlékeit találták meg, később a lengyeli kultúra népe, majd a vaskorban a kelták, később pedig a rómaiak lakták ezt a vidéket. A falu határában emelkedő Seper-dombon több kelta eredetű félkör alakú földsánc látható. A Csömötei-dombokat valószínűleg már a rómaiak is szőlőtermesztésre használták.
Az avar korban nagyobb település volt itt, a határban fekvő szőlőhegy, a Csömötei-hegy területén a 7-9. századból származó 92 sírból álló avar temetőt tártak fel. A település helyét a temetőtől északra, a Szerdahelyi-patak völgyében feltételezik. A lukácsházi homokbánya mellett 1985-ben egy gazdag avar előkelő lovassírját tárták fel. Közelében 18 szegényes avar sír került elő.
A mai község helyén egykor három falu volt, Lukácsháza, Kiscsömöte és Nagycsömöte. Utóbbit már 1283-ban említi IV. László király oklevele "Poss. Chemetey" alakban. Nagycsömöte a mai község déli részét képezi, melyet északon a Kiscsömötei árok választott el a szomszédos Kiscsömötétől. 1559-ben "Chemethe", 1570-ben "Chyeömeothey", 1850-ban "Nagychemete" néven szerepel az írott forrásokban. 1433-ban Luxemburgi Zsigmond a birtokot a Gordovai családnak adományozta. A 15. században lesz birtokos a faluban a Csömötei család is, amelynek a legtekintélyesebb képviselője Chemethey István (fl. 1578–1607), Vas vármegye alispánja, követe, földbirtokos volt. A Chemethey család 1549-ben már 10 portát bírt a községben. 1565-ben egy bíró, 22 jobbágy és 5 zsellér és 5 ház volt a birtokukban. A 16. századtól egyre több nemesi család települt le a faluban, így a birtokok is egyre jobban elaprózódtak. Ekkor kerül a falu középső része a Nádasdy család birtokába. A gazdag nemeseken kívül több kisnemes is élt Nagycsömötén. Az 1707-es kimutatás hat taxás nemest is felsorol a községben. A község házai három nemesi központ, a Thulok, a Nádasdy és a Szluha családok udvarházai köré települtek. A községben először Nádasdy József vezette be az urbárium intézményét 1787-ben. Az 1857-es kataszteri felmérés szerint a községben 67 ház állt. 1910-ben 474 volt a lakosok száma, akik 80 házban éltek. A községi iskola 1936-ban épült. 1940-ben lebontották a régi fa haranglábat és a régi zsúpos tűzoltóházat új cseréptetős haranglábbá és kétállásos tűzoltószertárrá építették át, mely ma is falukép meghatározó része.
Kiscsömöte a mai községnek a Kiscsömötei árok és az Östör-árok közötti része először 1583-ban szerepel egy adásvételi szerződésben "Kys Chemethey" alakban. 1598-ban Batthyány Ferenc vásárolja meg, majd 1710-ben cserével a Nádasdy család birtokába kerül. 1733-ban a Nádadyak bíróházat és 11 jobbágyházat építenek itt fel, melyet saját jobbágyaikkal népesítenek be. 1740-ben a jobbágyok úrbéresek lettek és lékai uradalomnak tartoztak kilencedet és dézsmát fizetni. 1780-ban Kiscsömötét 66 katolikus jobbágy lakta. 1769-ben Nádasdy Mihály a postaút mellé csárdát építtetett, melyet a gróftól később a bérlő Östör család vásárolt meg. Az 1857-es kataszteri felmérés szerint 13 család élt a településen. A község haranglába 1867-ben épült. Önkéntes Tűzoltó Egyesülete 1929-ben alakult.
Lukácsháza neve először 1412-ben bukkan fel Zsigmond király adomány levelében, melyben a Csoóiak itteni birtokát Garai Miklósnak adja. ("Sessiones deserte condam Luce Lukachhaza vocitate iuxta fluv. Gwnges.") Neve a Lukács személynévből származik és valószínűleg első birtokosára utal. Ez eredetileg a mai községnek az Östör-ároktól északra elterülő része. Eredetileg a kőszegi váruradalom része, így királyi birtok, majd a Kőszegi családé volt. A család kihalása után Csoói Lukács tulajdona, aki egyúttal valószínűleg a névadója is a településenek. Fiaitól hűtlenség miatt azonban a király elvette a birtokot, így Lukácsháza 1412-ben már a Garaiaké. 1537-ben a király Kőszeg várának hős védelméért a kőszegi váruradalmat és birtokait, így Lukácsházát is Jurisics Miklósnak adta. 1686-ban a községben 5 jobbágy és egy zsellércsalád lakott. 1695-ben Eszterházi Pál herceg lett az uradalom birtokosa. Az Eszterháziak a lukácsházi majort az állandó rajtaütésekkel szemben palánkkal és vizesárokkal vették körül, melyre felvonóhidas kaput építettek. 1720-ban az összeírás szerint egy bíró és 16 jobbágycsalád élt a községben. 1767-ben a herceg itt is bevezette az urbáriumot. 1802-ben a majorban új kastélyt és gazdasági épületeket emeltek. Ekkor épült fel a hercegi malom is, amit 1980-ban bontottak le, de turbinaháza ma is áll. 1857-ben a községben 23 ház állt. A község tűzoltóegylete 1894-ben alakult. 1919-ben az uradalmat a korábbi bérlő, Szolnoky Dezső vásárolta meg és 1948-ig, az államosításig birtokolta. 1939-ben felépült a Szent Antal kápolna. 1949-ben megalakult a gépállomás, 1960-ban pedig a termelőszövetkezet is. 1970-ben a Keripar indította meg itt új üzemét.
Vályi András szerint "Kis Csömöte. Elegyes falu Vas Vármegyében, földes Ura Gróf Nádasdy Uraság, lakosai katolikusok, fekszik Köszeg vize mellett, N. Pőséhez közel, ’s ennek filiája, Köszög Várossától mint egy mértföldnyire. Határja középszerű, de vagyonnyaikat jól eladhattyák. Nagy Csömöte. Elegyes falu az előbbinek szomszédságában, földes Ura Gróf Nádasdy Uraság, erdeje, ’s pusztája nagy, határja meglehetős termékenységű, második Osztálybéli. LUKÁCSHÁZA. Magyar falu Vas Várm. földes Ura H. Eszterházy Uraság, lakosai külömbfélék, fekszik Gyöngyös vize mellett, Nagy Pősénak szomszédságában és anfiliája, földgye termékeny, fája, legelője van, el adásra módgyok Kőszögön, és Szombathelyen, réttye elég van, és jó."
Fényes Elek szerint "Kis- és Nagy-Csömöte, 2 magyar falu, a Gyöngyös mellett, ut. p. Kőszeghez 1 óra, 500 kath., 30 evang., 13 zsidó lak. Mind földjei mind rétjei igen termékenyek. Birják gr. Nádasdy Leopold, Szluha, Ajkay, Sály, s m. t. Lukácsháza, magyar falu, Vas vmegyében, Kőszeghez 3 óranegyedre: 98 kath., 37 ágostai lak. Szántóföldei, rétjei termékenyek. F. u. h. Eszterházy."
1910-ben Kiscsömötének 93, Nagycsömötének 474, Lukácsházának 222 magyar lakosa volt. Vas vármegye Kőszegi járásához tartozott.

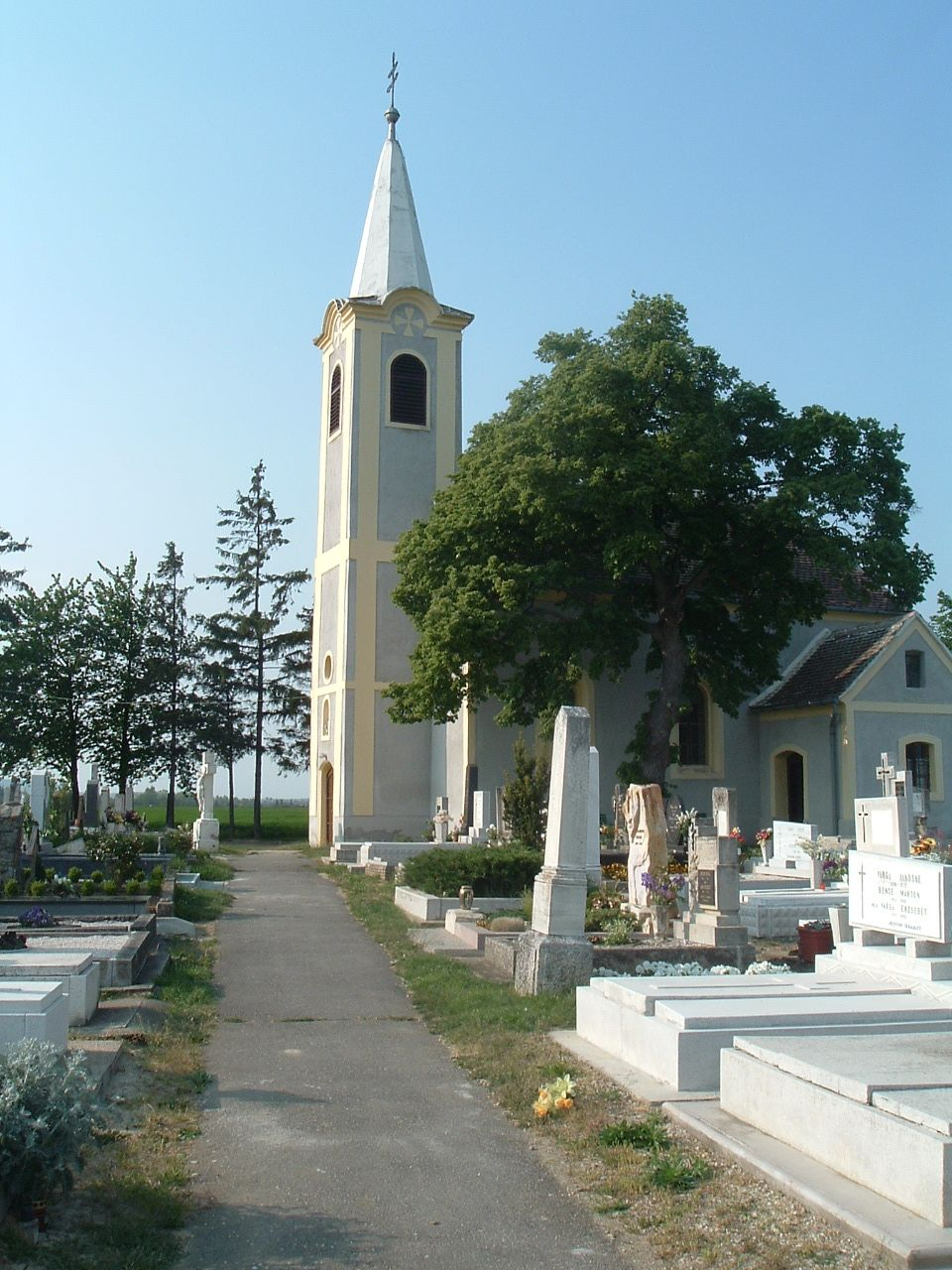
A nagycsömötei temetőkápolna

 Lukácsházát és Kiscsömötét 1936-ban Lukácsháza néven egyesítették. Lukácsháza és Nagycsömöte 1950-ben egyesült.

## Közélete

### Polgármesterei
- 1990–1994: Albert Csaba (Gyöngyös-menti Építő-szépítő Egyesület)[6]
- 1994–1998: Albert Csaba (független)[7]
- 1998–2002: Albert Csaba (független)[8]
- 2002–2006: Albert Csaba (független)[9]
- 2006–2010: Albert Csaba (független)[10]
- 2010–2014: Virág János (független)[11]
- 2014–2019: Virág János (független)[12]
- 2019–2024: Virág János (független)[13]
- 2024– : Virág János (független)[1]

## Népesség
A település népességének változása:
| Lakosok száma | 1055 | 1093 | 1086 | 1101 | 1065 | 1066 | 1062 |
|               | 2013 | 2014 | 2015 | 2021 | 2022 | 2023 | 2024 |

A 2011-es népszámlálás során a lakosok 85,7%-a magyarnak, 2,7% németnek, 0,8% románnak, 0,3% horvátnak mondta magát (14% nem nyilatkozott; a kettős identitások miatt a végösszeg nagyobb lehet 100%-nál). A vallási megoszlás a következő volt: római katolikus 59,3%, református 1,4%, evangélikus 7,8%, felekezet nélküli 4,9% (25,4% nem nyilatkozott).
2022-ben a lakosság 92,5%-a vallotta magát magyarnak, 2,7% németnek, 0,4% szlovénnek, 0,3% horvátnak, 0,2% bolgárnak, 0,1-0,1% szerbnek és cigánynak, 2,7% egyéb, nem hazai nemzetiségűnek (7,3% nem nyilatkozott; a kettős identitások miatt a végösszeg nagyobb lehet 100%-nál). Vallásuk szerint 45,6% volt római katolikus, 6,8% evangélikus, 1,4% református, 1,9% egyéb keresztény, 1,6% egyéb katolikus, 7,4% felekezeten kívüli (35,3% nem válaszolt).

## Nevezetességei
- Nagycsömöte Szent Rókus és Szent Sebestyén tiszteletére szentelt római katolikus temetőkápolnája 16. századi eredetű. Építtetőjének Nádasdy Tamást tartják. A bejarata feletti fülkében Szent Rókus korabeli szobra látható, oltárképe 1860-ban készült.
- Lukácsháza kápolnája Páduai Szent Antalnak van szentelve, 1939-ben épült.
- Lukácsházi faharangláb Az eredeti harangláb a XVIII. században épült. 1939-ben, amikor a Páduai Szent Antal templom elkészült, lebontották.A hatszögletű faharanglábat 2008-ban újra felépítették.
- A nagycsömötei harangtorony 1940-ben épült a régi tűzoltóház átépítésével.
- Nagycsömötei faharangláb. A régi faharanglábat 1940-ben lebontották. 2008-ban a megmaradt dokumentumok és felmérési rajzok alapján újjáépítették.
- A kiscsömötei harangtornyot 1867-ben építették.
- Az Aradi vértanúk kopjafáját 1999-ben avatták fel a művelődési ház kertjében.
- A kiscsömötei Mária-szobrot 1850-ben állították egy korábbi, fán elhelyezett Mária-kép helyén.
- Tolnay Sándor szobra a művelődési ház udvarán.
- Fakereszt a Szent Antal kápolna kertjében.
- Millenniumi emlékmű.
- Biotájház
- Kilátó és borház a Csömötei-hegyen
- A község sportpályáján lovasversenyeket rendeznek.

## Híres emberek
- Nagy- vagy Kiscsömötén született 1633. augusztus 20-án Telekessy István egri püspök
- Itt született 1794. február 1-jén Horváth József orvos, orvosi művek szerzője, a Magyar Tudományos Akadémia rendes tagja.
- Nagycsömötén született 1748. szeptember 8-án Tolnay Sándor állatorvos, akadémikus, orvosi szakíró.
- Kiscsömötén született Varga Ottó történész
- Itt élt és alkotott 1858-tól 1884-ben bekövetkezett haláláig Bubics Ede vízépítő mérnök, régész, történész, püspök.
- Itt élt és alkotott 1929-ben bekövetkezett halálaig Kovátsits Károly akadémikus, író, kutató, hercegi gazdasági tanácsos.

## Gazdaság
A község jelentős ipari üzeme a Schott – Forma Vitrum Kft. gyógyszeripari üvegtermékeket (ampulla, üvegcse, karpulla) előállító gyára. Itt található még a  TEVA gyógyszergyár raktára.